# 李道彦
李道彦（?—?），唐朝宗室，胶东郡王，唐高祖李渊的八叔李亮的孙子，李神通长子。
李道彦幼孝谨，由于李渊起兵，李神通在鄠县避吏，在山谷间，让李道彦出山讨饭，或采野果以食；神通没吃，李道彦不敢先。李渊授朝请大夫。武德初年，封义兴郡公。武德五年（622年），例得胶东郡王，授陇州刺史。贞观初年，为相州都督，爵位按例降为国公。徙岷州都督。630年，以父丧解官。荷土就坟，躬莳松柏，偃庐柴毁，虽亲友不复识。太宗嗟叹李道彦孝顺，敕侍中王珪临谕。除服，复拜岷州都督。从李靖击吐谷浑，李道彦为赤水道行军总管。李道彦被党项拓跋赤辞所败，死者数万，退保松州。唐太宗下诏减死，谪戍边。召为妫州都督。去世后，追赠礼部尚书。

## 子孙
- 李敏，绵、益等七州刺史、刑部尚书、郑国公。
  - 李昕，云安令。
    - 李煴，太子典设郎，赠光禄卿。
      - 李昌岘，□州刺史，加监门将军。
      - 李昌岠，秘书监兼御史中丞、辰锦等州观察处置使，赠左散骑常侍。
        - 李氏，嫁通议大夫、尚书祠部员外郎兼太常博士、上柱国、扶风县开国男韦都宾。[1]

      - 李昌幽，太常博士。
      - 李昌峣，乌程令。
- 一子为太中大夫、行剑州长史。
- 李文奖，中散大夫、检校太子左赞善大夫。

四世孙李昌巙，荆南节度使、检校工部尚书。

## 延伸阅读
[在维基数据编辑]
 《新唐書·卷078》，出自《新唐書》